# SAO 20575
SAO 20575，即BD+60°2522，是在天球上位於仙后座的一顆明亮O型恆星，周圍是由恆星本身恆星風形成的氣泡星雲（NGC 7635）。該恆星的詳細光譜類型仍不明，並且在恆星外觀與該恆星對鄰近星雲造成的影響之間有許多光譜特徵和兩者之間的不一致，但它無疑是一顆高光度的大質量恆星。對該恆星直接進行光譜觀測的結果顯示它是O6.5型恆星，表面有效溫度37,500K。SAO 20575是銀河系英仙臂內距離地球約8500光年的仙后座OB2星協的成員恆星。
雖然SAO 20575的年齡約2百萬年，周圍的星雲年齡只有約4萬年。星雲的氣泡狀結構被認為是恆星風在超音速狀態下撞擊星際物質所產生的震波而形成。SAO 20575的恆星風速度高達1,800–2,500 km/s，使其每年損失的質量達到太陽的百萬分之一。